# Mallodon columbianum
Mallodon columbianum är en skalbaggsart som beskrevs av Thomson 1867. Mallodon columbianum ingår i släktet Mallodon och familjen långhorningar. Inga underarter finns listade i Catalogue of Life.